# العلوم والتكنولوجيا في تركيا
العلوم والتكنولوجيا في تركيا تنظم بشكل مركزي من قبل مجلس البحوث العلمية والتكنولوجيا في تركيا، تحت مسؤولية الجامعات ومعاهد البحث. تظهر أنشطة البحث والتطوير في تركيا قفزة كبيرة في السنوات الأخيرة. وقد احتلت تركيا المرتبة 37 في مؤشر الابتكار العالمي في عام 2023، وتحسن ترتيبها بشكل كبير منذ عام 2011، حيث احتلت حينها المرتبة 65. وتفتخر تركيا بأكثر من 80 حديقة تكنولوجية، حيث تشارك نحو 6000 شركة وطنية ومتعددة الجنسيات في أنشطة البحث والتطوير. كما تدعم الأكاديمية التركية للعلوم العلماء والدراسات العلمية ووضع سياسات العلوم. ووكالة أبحاث الطاقة النووية والمعادن التركية (تيك) هي مؤسسة الطاقة النووية الرسمية في البلاد، وتركز على البحث الأكاديمي وتطوير وتنفيذ التكنولوجيا النووية السلمية.

## التاريخ

### الإمبراطورية العثمانية

#### تقدم المدارس الإسلامية
كانت المدرسة الإسلامية هي مؤسسة التعليم، والتي نشأت لأول مرة خلال الفترة السلجوقية، ووصلت إلى أعلى نقطة لها خلال العهد العثماني.

#### تعليم المرأة العثمانية في الطب
كانت الحرملك أماكن داخل قصر السلطان حيث كان من المتوقع أن تقيم زوجاته وبناته وجواريه. ومع ذلك فقد جرى تسجيل روايات عن تعليم الفتيات والفتيان الصغار هناك. وركز معظم تعليم النساء في الإمبراطورية العثمانية على تعليم النساء أن يكن ربات بيوت جيدات وتعليم الآداب الاجتماعية. وعلى الرغم من أن التعليم الرسمي للنساء لم يكن شائعًا، إلا أن الطبيبات والجراحات الإناث كن موجودات. ومُنحت الطبيبات تعليمًا غير رسمي بدلًا من التعليم الرسمي. وكانت أول طبيبة تركية مدربة بشكل رسمي هي صفية علي. وقد درست صفية علي الطب في ألمانيا وافتتحت عيادتها الخاصة في إسطنبول عام 1922، قبل عام واحد من سقوط الإمبراطورية العثمانية.

#### التعليم التقني
تمتلك جامعة إسطنبول التقنية تاريخًا بدأ في عام 1773. وقد أسسها السلطان مصطفى الثالث كمدرسة المهندسين البحريين الإمبراطورية (الاسم الأصلي: Mühendishane-i Bahr-i Humayun)، وكانت مخصصة في الأصل لتدريب بناة السفن ورسامي الخرائط. وفي عام 1795 جرى توسيع نطاق المدرسة لتدريب الموظفين العسكريين التقنيين لتحديث الجيش العثماني لمواكبة المعايير الأوروبية. وفي عام 1845 طوّر قسم الهندسة في المدرسة بشكل أكبر بإضافة برنامج مخصص لتدريب المهندسين المعماريين. كما وُسعت المدرسة وتغير اسمها مرة أخرى في عام 1883، وفي عام 1909 أصبحت مدرسة هندسة عامة تهدف إلى تدريب المهندسين المدنيين الذين يمكنهم إنشاء بنية تحتية جديدة لتطوير الإمبراطورية.

#### الاتجاهات في نظام الابتكار الوطني، 2015-2019
في عام 2017 تجاوزت الأبحاث الممولة من الشركات عدد الأبحاث التي تمولها الحكومة وقطاعات التعليم العالي مجتمعة لأول مرة، على الرغم من أن معظم الاستثمارات الممولة من الشركات تذهب نحو التقنيات العسكرية والاستخدام المزدوج. مثلًا الشركة التركية الرائدة من حيث عدد براءات الاختراع هي تكتل الصناعة العسكرية الرئيسي أسلسان؛ فهي تمتلك 54٪ من جميع براءات الاختراع المقيمة، مقارنة بنحو 17٪ فقط لمالك براءات الاختراع الرائد في إسرائيل، صناعات تيفا الصيدلانية.
أفادت جمعية المصدرين الأتراك أن الدفاع والفضاء كانا القطاعين الرائدين من حيث نمو الصادرات في الأشهر الخمسة الأولى من عام 2019، وفقًا لبيان صحفي صادر عن وكالة الأناضول في 5 يونيو عام 2019.
يجري دفع حصة متزايدة من البحث والتطوير الممول من الشركات من خلال الحوافز الضريبية، والتي تحدد الحكومة تكوينها القطاعي. ومع ذلك فإن هذا الاتجاه يتعلق بشكل رئيسي بالابتكار في مجال التصنيع، وهو مفتوح للمنافسة إلى حد كبير بفضل الاتحاد الجمركي مع الاتحاد الأوروبي الذي دخل حيز التنفيذ منذ عام 1996.
وتقدم تمويل الأبحاث من الخارج بالفعل إلى نحو 3.5٪ من إجمالي الإنفاق البحثي في عام 2017، ارتفاعًا من 2٪ في عام 2015.
ومع ذلك فإن الشعور السائد في الدوائر الأكاديمية هو أن هناك عدم تطابق بين مستوى الدعم العام للابتكار ومقدار الابتكار في الاقتصاد. ويشارك هذا الشعور البروفيسور حسن ماندال، رئيس تي بيتاك، الذي يلاحظ عدم كفاية التركيز أو نقصه في الدعم العام المقدم للتطوير «من النماذج الأولية إلى الإنتاج». وهو يعترف بأنه كان هناك «ارتباط غير كافٍ بين جهود البحث والتطوير واحتياجات المستهلكين النهائيين وتحليل الاحتياجات».
والأهم من ذلك أن الشركات في قطاعي الخدمات والبناء، والتي شكلت 63.5٪ من الناتج المحلي الإجمالي في عام 2018، تظل محمية إلى حد كبير من المنافسة. حتى تلك التي تعامل الابتكار باعتباره فكرة لاحقة تظل مربحة. وهم يستطيعون تجاهل برامج دعم الحكومة للبحث والتطوير والابتكار التي تركز على التصنيع.
إن العائدات المنخفضة التي يمكن للباحثين توقعها لجهودهم تعيق تطوير نظام الابتكار الوطني. وعلى الرغم من نمو طلبات براءات الاختراع من قبل المخترعين الأتراك، كما هو الحال مع براءات الاختراع الممنوحة، فإن الأدلة المتاحة تشير إلى أن النشاط الإبداعي في تركيا منفصل إلى حد كبير عن شبكات التعاون العالمية.
لأول مرة منذ عام 2002 انخفض الناتج العلمي بنسبة 5.2٪ بين عامي 2016 و 2018. وتستمر المنشورات في إظهار معدلات منخفضة للتأليف المشترك والاستشهاد الدولي.
وفي الوقت نفسه نما الالتحاق بالتعليم العالي بسرعة. ولاستيعاب هذا التدفق الجديد جرى تأسيس ما لا يقل عن 30 جامعة بين عامي 2016 و2019، عشرون جامعة منها مؤسسات عامة. وبحلول عام 2018 بلغ معدل الالتحاق الإجمالي 109.5%، وارتفع عدد طلاب الدكتوراه بنسبة 22% إلى 95.100 منذ عام 2015.
ومع ذلك ارتفع معدل البطالة بين خريجي الجامعات من 10.3% في عام 2008 إلى 12.7% في عام 2017. ويدرس 2% فقط من الملتحقين بالجامعات العلوم الطبيعية أو الرياضيات والإحصاء وعلوم الكمبيوتر في تركيا، مقارنة بمتوسط 6% و5% على التوالي في بلدان منظمة التعاون الاقتصادي والتنمية الأخرى.
لا يزال السعي وراء العلم والابتكار في تركيا مسعى مدفوعًا إلى حد كبير من قبل الحكومة. ومن غير المرجح أن يؤدي التركيز الشديد على القدرات المتعلقة بالدفاع إلى توليد تأثير كبير على بقية الاقتصاد.

## المؤسسات
- مجلس البحوث العلمية والتكنولوجية في تركيا (توبيتاك)
- الأكاديمية التركية للعلوم (توبا)

### معاهد البحوث
- هيئة الطاقة الذرية
- معهد أبحاث وتطوير الصناعات الدفاعية
- مركز أبحاث المعلوماتية والأمن المعلوماتي
- معهد علوم المواد وتكنولوجيا النانو
- مركز إزمير للطب الحيوي والجينوم
- مركز مرمرة للأبحاث
- مركز أبحاث وتطبيقات تكنولوجيا النانو
- المركز الوطني لأبحاث الرنين المغناطيسي
- المعهد الوطني للمقاييس
- المعهد الوطني لبحوث الإلكترونيات والتشفير في تركيا
- معهد توبيتاك لأبحاث تكنولوجيا الفضاء
- الجامعات التقنية

#### توجد سبع جامعات في تركيا مخصصة للهندسة والتكنولوجيا والعلوم:
- جامعة إسطنبول التقنية (1773)
- جامعة يلدز التقنية (1911)
- جامعة البحر الأسود التقنية (1955)
- جامعة الشرق الأوسط التقنية (1956)
- جامعة جبزي التقنية (1992)
- جامعة بورصة التقنية (2010)
- جامعة أرضروم التقنية (2010)
- جامعات التكنولوجيا
- معهد إزمير للتقنية (1992)
- جامعة الاقتصاد والتكنولوجيا (2003)
- جامعة أضنة للعلوم والتكنولوجيا (2011)

### الوكالات
- وكالة الفضاء التركية (2018)
- الوكالة التركية للطاقة والبحوث النووية والمعادن (2020)

#### علماء بارزون من تركيا
- جاهد عرف، عالم رياضيات، معروف بلا متغير عرف
- خلوصي بهجت، طبيب أمراض جلدية، معروف بإبلاغه عن مرض بهجت
- فيزا جورسي، فيزيائي
- إردال إينونو، فيزيائي، حائز على ميدالية ويغنر لعام 2004
- مظفر شريف، عالم نفس، أحد مؤسسي علم النفس الاجتماعي
- أوكتاي سنان أوغلو، كيميائي
- عزيز سانجار، كيميائي، حائز على جائزة نوبل في الكيمياء لعام 2015
- غازي يشارغيل، جراح أعصاب، معروف بأبي جراحة الأعصاب الدقيقة
- جلال شنغور، جيولوجي، معروف بتكتونيات تركيا وآسيا
- صبري إيرجون، مهندس كيميائي، معروف بمعادلة إيرجون
- ديلهان إريت، عالمة فيزياء فلكية، عملت على برنامج أبولو